# How Ya Doin'?
«How Ya Doin'?» —en español: «¿Cómo estás?»— es una canción interpretada por el grupo femenino británico Little Mix, que cuenta con la colaboración vocal de la rapera Missy Elliott y está incluida en el primer álbum de estudio de Little Mix, DNA, de 2012. El grupo la compuso en ayuda de Shaznay Lewis, Darren Lewis, Iyiola Babalola, Julian Godfrey Brookhouse, Ben Volpeliere-Pierrot, Miguel Drummond, James Stanley Carter, Glenn Francis Skinner y Nicholas Bernard Thorp, mientras que el equipo Future Cut se encargó de producirla.

## Antecedentes
El 4 de marzo de 2013, Little Mix reveló que «How Ya Doin'?» sería el cuarto sencillo de DNA y que su vídeo estaba programado para filmarse cuatro días más tarde. Luego, el 11 de ese mes, anunciaron a sus seguidores que tenían una «gran sorpresa». Respecto al lanzamiento de la canción, Jade Thirlwall comentó que:

«Fue difícil con "Change Your Life" porque un montón de admiradores ya la tenían desde el álbum [...] Es complicado impulsar canciones que ya llevan meses a la venta, pero con "How Ya Doin'?" será un poco diferente [...] Vais a tener que esperar para verlo, definitivamente hay una gran sorpresa. Estén preparados».

El 21 de marzo, revelaron que la «gran sorpresa» era que la rapera estadounidense Missy Elliott colaboraría en una nueva versión de la canción. Jesy Nelson dijo que el grupo había hecho todo lo posible para que Elliott colaborase con ellas. Originalmente, el sencillo estaba programado para lanzarse digitalmente el 14 de abril de 2013, pero finalmente se dejó el 5 de mayo como su fecha oficial. Su primera emisión radial sucedió el 27 de marzo en la estación británica Capital FM.

## Composición
«How Ya Doin'?» es una canción que mezcla los géneros R&B y pop en un ambiente noventero. Las cuatro integrantes de Little Mix la compusieron con ayuda de Shaznay Lewis, Darren Lewis, Iyiola Babalola, Julian Godfrey Brookhouse, Ben Volpeliere-Pierrot, Miguel Drummond, James Stanley Carter, Glenn Francis Skinner y Nicholas Bernard Thorp, mientras que el equipo Future Cut se encargó de producirla. Su ritmo y letra contiene extractos del clásico rap «Ring Ring Ring (Ha Ha Hey)» del grupo estadounidense De La Soul. De acuerdo con el escritor Donovan del sitio Homorazzi, dicha canción sirvió de inspiración a Little Mix para crear una «pista pop urbana [y] pegadiza», que con la mezcla de Missy Elliott la hace mucho mejor. También contiene extractos de «Name And Number» de Curiosity Killed The Cat y «Act Like You Know» de Fat Larry's Band.
Su letra expresa la despedida a un examante dejando que el contestador del teléfono le responda con el mensaje: «Hey, how ya doin'? Sorry, we don't mean to be rude. Why don't you leave your name and your number? And we'll get back to you» —en español: «Hey, ¿cómo estás? Lo sentimos, no queremos sonar rudas. ¿Por qué no dejas tu nombre y tu número? Y te devolveremos la llamada»—. Asimismo, demuestra que es mejor estar fuera de casa e irse de fiesta que perder el tiempo atendiendo llamadas.

## Comentarios de la crítica
En general, «How Ya Doin'?» contó con críticas bastante favorables por parte de los especializados. El escritor Robert Copsey de Digital Spy le otorgó cuatro estrellas de cinco y comentó que el viaje por el R&B de los años años 1990 y la mezcla de sonidos telefónicos más el rap de Missy Elliott hacen que el cuarteto esté en su lugar correcto. Por su parte, John Earls del periódico Daily Star le dio nueve puntos de diez y expresó que Little Mix podrían ganar seguidores mayores debido a la buena colaboración con Elliott. Amy Sciarretto de PopCrush dijo que es «dulce, sexy y multigeneralcional». Además añadió que la canción «tiene sus talones plantados en varias décadas, pero por suerte, las chicas y sus voces mantienen un estricto control sobre la canción para que no se desplace y se vuelva inaudible». Sciarretto cerró dándole tres estrellas de cinco. Jamie Primeau de la revista Seventeen dijo que suena como si las Spice Girls realizaran su propia versión de «Telephone» de Lady Gaga y Beyoncé.

## Vídeo musical
Carly Cussen dirigió el vídeo musical de «How Ya Doin'?», el cual Little Mix estrenó el 4 de abril de 2013 en su cuenta oficial de VEVO en YouTube. La idea principal del videoclip es un homenaje a los primeros trabajos del grupo Destiny's Child y Missy Elliott, esta última también presente en el cortometraje. Está lleno de colores y energía, de acuerdo con Cussen:

«Quería tomar un enfoque diferente para lanzar a un grupo de chicas [...] Sustitución de sexy por poder femenino y realmente mostrar a las chicas con personalidades individuales».

Su trama transcurre en una serie de habitaciones multicolores con diseños ochenteros que están decoradas con teléfonos colgantes y muebles retros. Cada integrante se muestra con un traje diferente, mientras que Missy Elliott usa una chamarra naranja similar a la que usó en su éxito «Work It».

## Posicionamiento en listas

### Semanales
| Australia    | Australian Singles Chart | 29 |
| Escocia      | Scottish Singles Chart   | 16 |
| Eslovaquia   | Radio Top 100 Chart      | 61 |
| Hungría      | Rádiós Top 40            | 3  |
| Irlanda      | Irish Singles Chart      | 26 |
| Países Bajos | Single Top 100           | 91 |
| Reino Unido  | UK Singles Chart         | 17 |

### Certificaciones
| País        | Organismo certificador | Certificación | Ventas certificadas | Ref.   |
| ----------- | ---------------------- | ------------- | ------------------- | ------ |
| Australia   | ARIA                   | Oro           | 35 000              | [ 24 ] |
| Reino Unido | BPI                    | Plata         | 200 000             | [ 25 ] |